# Fons Millàs de la UAB
El Fons Millàs està format per la biblioteca personal de Josep Maria Millàs i Vallicrosa, pioner de la història de la ciència a Espanya i a Catalunya, augmentada pel seu fill Eduard Millàs i Vendrell (Barcelona, 1937 - Barcelona, 1999), filòleg i historiador de la ciència. També en forma part els seus arxius. El conjunt va ser adquirit pel Servei de Biblioteques de la Universitat Autònoma de Barcelona l'any 2000 per ampliar la Secció d'Història de les Ciències de la Biblioteca de Ciència i Tecnologia.

## Descripció del fons
- unes 1.300 monografies sobre ciència àrab, instruments científics, poesia hebrea medieval, història de l'astronomia i de les matemàtiques i historiografia de la ciència.

- publicacions periòdiques com Isis i Archives Internationales d'Histoire des Sciences

- col·lecció, gairebé completa, de les obres de Josep Maria Millàs i Vallicrosa

- col·lecció de separates

- material d'arxiu:

- de Josep Maria Millàs i Vallicrosa: 9 capses de conservació inventariades amb la seva correspondència i documentació professional com notes manuscrites sobre els seus treballs, materials relacionats amb la preparació i participació a congressos, ressenyes, fotografies, retalls de diari i altres. Part del material d'arxiu, dipositat a la Biblioteca de Ciència i Tecnologia UAB, ha estat digitalitzada i es pot consultar al dipòsit digital de documents de la UAB.
- d'Eduard Millàs i Vendrell: més de 70 carpetes d'anelles pendent d'inventariar i classificar pel Servei d'Arxius de Ciència (SAC). La major part dels documents corresponen a apunts i notes manuscrites sobre textos cabdals de la història de l’astronomia antiga i àrab medieval, la preparació de treballs publicats i, sobretot, l'ensenyament universitari d’aquestes matèries.